# Babiana latifolia
Babiana latifolia är en irisväxtart som beskrevs av Harriet Margaret Louisa Bolus. Babiana latifolia ingår i släktet Babiana och familjen irisväxter. Inga underarter finns listade i Catalogue of Life.